# ريكو راموس
ريكو راموس (بالإنجليزية: Rico Ramos)‏ مواليد 20 يونيو 1987 في كارسون، هو ملاكم محترف أمريكي يصنف ضمن فئة وزن الديك.

## إحصائيات
خاض خلال مسيرته 30 نزالا، فاز في 25 ولم يتعادل وخسر في 5. فاز بالضربة القاضية في 12 نزالا.

## روابط خارجية
- ريكو راموس على موقع بوكس ريك (الإنجليزية) (registration required)